# Поляков, Рувим Вениаминович
Рувим Вениаминович (Бейнасович-Вениаминович) Поляков (англ. Rouvime B. Poliakoff; 20 февраля 1880, Санкт-Петербург — 30 июля 1970, Бронкс) — русский и американский инженер-механик, учёный в области металловедения и металлургии, переводчик, автор научных работ и учебников по металлообработке и организации труда.

## Биография
В 1902 году окончил Императорское Московское техническое училище и был оставлен преподавать там же. Преподавал механическую технологию и машиностроительное черчение. Был секретарём Инженерно-механического отделения Политехнического общества.
В 1907—1908 годах занимался научной работой в Технологической школе в Манчестере.
Совместно с Демпстер Смитом провёл ряд основополагающих исследований механики работы сверла в различных металлах (1907—1909).
После эмиграции в 1917 году жил в Нью-Йорке, занимался изобретательской деятельностью и продолжал публиковать научные труды, служил вице-президентом Seamless Products Company и преподавал в Колумбийском университете. Автор изобретений, в том числе в области телефонной связи и электрических батарей.
Был представителем Всероссийского земского союза.
Умер в 30 июля 1970 года в Бронксе.

## Семья
Дочери — Юлия Мансветова (1909—2005), с 1950 года была замужем за журналистом «Голоса Америки», поэтом Владимиром Фёдоровичем Мансветовым (1910—1974), сыном члена Учредительного собрания от партии эсеров Фёдора Северьяновича Мансветова, для обоих супругов это был второй брак; Глория Беатриса Болтрек (1921—1986), драматург, была замужем за инженером-изобретателем Генри Болтреком.

## Публикации
- Инструментальная сталь и её закалка. М.: Издание Э. И. Давидсона, 1900[20]. — 101 с.
- Практическое решение вопроса о восьмичасовом рабочем дне: Предложение Фабиановского общества. Пер. Р. Полякова. М.: Труд и воля, 1906. — 31 с.
- Paul Möller. Организация американских машиностроительных заводов. Пер. Р. Полякова. М.: товарищество типографии А. И. Мамонтова, 1908. — 60 с.
- Основы механической технологии металлов: Металлургия чугуна, железа и стали. Прокатка. Литейное дело. Кузнечное дело. Получение проволоки и труб. С дополнительной статьёй «Инструментальная сталь и её закалка». Руководство для студентов высших технических школ, учеников средних технических и промышленных училищ и для самообразования. М.: типо-литография товарищества И. Н. Кушнерёв и К°, 1909. — 338 с.
- Инструментальная сталь и её закалка. 2-е издание. М.: Э. И. Давидсон, 1910. — 108 с.
- Работа напильников и их испытание. М.: типография товарищества И. Н. Кушнерёв и К°, 1911.
- К вопросу о технических условиях приёмки быстрорежущей стали. М.: типография Московского университета, 1912.
- Настоящее положение вопроса о применении системы Тейлора. М.: типография «Русского товарищества», 1914. — 50 с.
- Технические условия на поставку и приёмку быстрорежущей инструментальной стали. М.: Типография «Русская печатня» С. К. Попова, 1915. — 39 с.
- Эуген Симон. Инструменты для обработки металлов резанием: Резцы токарные, строгальные, долбёжные и фрезеры. Пер. с нем. Р. В. Полякова. М.: Студенческое издательское общество при Императорском Московском техническом училище, 1915. — 158 с.